# يوفنتوس موسم 2001–02
كان موسم 2001–02 هو الموسم الـ104 لنادي يوفنتوس لكرة القدم في الوجود والموسم الـ100 على التوالي في الدوري الإيطالي. أنهى يوفنتوس صيامًا عن ألقاب الدوري استمر لثلاث سنوات، بعد تحول ملحوظ في أحواله خلال الأيام الأخيرة من الموسم، عندما عانى إنتر من انهيار الأعصاب في المراحل الختامية. في اليوم الأخير من موسم الدوري، فاز يوفنتوس 2–0 خارج أرضه ضد أودينيزي، بينما سقط إنتر أمام لاتسيو 4–2، على الرغم من تقدمه مرتين. وبذلك توج يوفنتوس بلقب الدوري الإيطالي للمرة الـ26 في تاريخه، وعوض الخروج المخيب للآمال من رحلةالمجموعات الثاني ةفي دوري أبطال أوروبا. وصل يوفنتوس أيضًا إلى نهائي كأس إيطاليا 2002، لكنه خسر أمام بارما بفارق الأهداف خارج الأرض بعد التعادل 2–2 في مجموع المباراتين.
أما على المستوى الفردي، فقد شهد الموسم حصول حارس المرمى الجديد جانلويجي بوفون على لقب أفضل حارس مرمى في العالم، في حين حقق دافيد تريزيغيه انطلاقته في الدوري الإيطالي، حيث تقاسم لقب هداف الدوري مع داريو هوبنر لاعب بياتشينزا. كما لعب أليساندرو دل بييرو دوراً حاسماً في هذا النجاح، حيث سجل 16 هدفاً.
إلى جانب بوفون، شهد الموسم التحضيري ثلاث تعاقدات هامة. جاء ليليان تورام من بارما إلى جانب بوفون، لكنه فشل في ترسيخ نفسه في مركز قلب الدفاع وانتهى به الأمر في مركز الظهير الأيمن. جاء بافل نيدفيد من لاتسيو كبديل لزين الدين زيدان الذي رحل بعد رفض بافل نيدفيد الانتقال إلى مانشستر يونايتد، وقدم أداءً مقبولاً دون أن يجد المستوى الذي أظهره قبل بضع سنوات. ومع ذلك، كان زميله في لاتسيو مارتشيلو سالاس بمثابة فشل كبير، بسبب إصابة خطيرة في الرباط الصليبي تعرض لها خلال التعادل السلبي مع بولونيا، مما أبعده عن الملاعب طوال الموسم تقريبًا؛  على الرغم من موهبته الفنية وقدرته على تسجيل الأهداف في أوج عطائه، إلا أن سالاس عانى لاحقًا من الإصابات ولم تعد مسيرته كما كانت أبدًا.
كان بيع زين الدين زيدان إلى ريال مدريد الإسباني من يوفنتوس، هو الرقم القياسي العالمي لانتقالات كرة القدم في ذلك الوقت، حيث كلف النادي الإسباني 77.5 مليون يورو.   بلغت تكلفة انتقال جانلويجي بوفون من بارما إلى يوفنتوس 45 مليون يورو، مما جعلها أغلى صفقة لحارس مرمى على الإطلاق. 